# Болышево (Холм-Жирковский район)
Болышево — деревня в Смоленской области России, в Холм-Жирковском районе. Расположена в северной части области в 9 км к северо-востоку от Холм-Жирковского, на левом берегу реки Днепр.
Население — 205 жителей (2007 год). Административный центр Болышевского сельского поселения. Адрес администрации:215600, Смоленская область, Холм-Жирковский район, д. Болышево

## Экономика
Компания ООО «Болышево»,  основным видом деятельности является «Разведение крупного рогатого скота».

## Достопримечательности
- Городище в 0,5 км восточнее деревни на правом берегу р. Днепр.
- Неолитическая стоянка в 0,6 км юго-восточнее деревни на правом берегу р. Днепр.
- Болышево, с. Смоленская обл. Юго-зап. села, на правом берегу реки Днепра, овальное городище площадью около 0,8 га. Прослеживаются остатки вала и рва. Культурный слой содержит обломки древнерусской (XII—XIII вв.) гончарной керамики.

## Улицы
- 35-й серии ул.
- Днепровская ул.
- Новая ул.
- Строителей ул.
- Строительная ул.
- Центральная ул.